# Harmony in Love
Harmony in Love è una canzone della cantante italiana Laura Pausini, pubblicata come singolo in Italia nel 1993 dalla Promo Music.

## Contenuti e pubblicazioni
Harmony in Love fu registrato nel 1992 presso gli studi Spacelab Digital di Rimini e pubblicata dalla Promo Music, su vinile da 12 pollici da 45 giri, l'anno dopo. Il brano è stato scritto da Lunano, gli arrangiamenti sono stati curati da Edoardo Milani e Dario Crisman, mentre la produzione fu affidata allo stesso Milani e a Franco Guerra.
Dal punto di vista stilistico, il brano si discosta radicalmente dal resto della produzione musicale della cantante, in quanto influenzato dal genere electro house.
Il disco non ebbe successo e pertanto furono pubblicate non più di 100 copie.

## Formati e tracce
LP Singolo 12" (Italia) (Promo Music: PM-DSL 0108)
1. Harmony in Love (Extended Club Mix) – 6:15 (Lunano)
2. Harmony in Love (Magic Milani Mix) – 4:18 (Lunano)
3. Harmony in Love (Radio Mix) – 5:19 (Lunano)

## Crediti e personale
Registrazione
- Registrato ai Spacelab Digital di Rimini (IT)
- Mixato ai Spacelab Digital di Rimini (IT)

Personale
- Arrangiato da - Dario Crisman, Edoardo Milani
- Musica di - Lunano
- Produttore - Franco Guerra, Edoardo Milani
- Testi di - Lunano